# 黒木雪音
黒木 雪音 （Yukine Kuroki くろき ゆきね、1998年12月12日 - ）は、日本のクラシック音楽のピアニスト。

## 略歴
千葉県館山市出身。3歳よりピアノを始める。7歳でオーケストラと共演をし、日本はもとよりロシア、リトアニア等国内外で演奏活動を行う。千葉県立千城台高校を経て、昭和音楽大学卒業。2023年3月、昭和音楽大学大学院音楽研究科修士課程修了、現在、昭和音楽大学附属ピアノアートアカデミー在籍。江口文子、大友聖子に師事。これまでに東京交響楽団、東京ニューシティ管弦楽団、東京フィルハーモニー交響楽団、東京シティフィルハーモニック管弦楽団、神奈川フィルハーモニー管弦楽団、アイルランド国立交響楽団、イスラエルフィルハーモニー管弦楽団、オランダ放送フィルハーモニー管弦楽団　リトアニア国立交響楽団、シレジア・フィルハーモニー交響楽団、アスタナ市国立交響楽団、タタルスタン共和国交響楽団、テアトロ・ジーリオ・ショウワ・オーケストラ等と共演。

## 受賞歴
- ダブリン国際ピアノコンクール日本人初優勝（アイルランド[9]）
- リスト・ユトレヒト優勝（オランダ[10]）
- 第17回アルトゥール・ルービンシュタイン国際ピアノコンクールにおいて第3位及び古典協奏曲賞（イスラエル[11]）
- 第19回ショパン国際ピアノコンクール in ASIAプロフェッショナル部門金賞（日本[12]）
- ピティナピアノコンペティション全国決勝大会G級金賞（日本）
- ピティナピアノコンペティション全国決勝大会特級銀賞（日本[13]）
- 2015福田靖子賞（日本[14]）
- ドヴァリョーナス国際青少年コンクールCategory Cグランプリ及び全部門総合優勝（リトアニア[15]）
- ハノイ国際ピアノコンクールA部門第1位及びベストショパンプレーヤー賞（ベトナム[16]）
- アスタナ・ピアノ・パッションミドル部門第1位（カザフスタン[17][18]）
- 浜松国際ピアノアカデミーコンクールにてモストプロミッシングアーティスト賞（日本[19]）
- 公益財団法人岩谷時子音楽文化振興財団主催岩谷時子賞 岩谷時子 Foundation for Youth（日本[20]）
- 関ジャニ∞のTheモーツァルト 音楽王No.1決定戦優勝2連覇（日本[21]）
- 2023年度川崎市アゼリア輝賞（日本[22]）
- 千葉市芸術新人賞（日本[23]）
- 千葉県教育奨励賞（日本）
- 千葉県県議会児童・生徒表彰（日本）
- 千葉市教育文化スポーツ功労者5年連続表彰（日本）
- Korea International Competition for Young Pianists 第5位（韓国[24]）
- ショパン国際ピアノコンクール in ASIA主催第5回派遣コンクール特別推薦（日本[25]）